# Orestia brandstetteri
Orestia brandstetteri là một loài bọ cánh cứng trong họ Chrysomelidae. Loài này được Kapp miêu tả khoa học năm 2007.